# Puntland
|  | Per a altres significats, vegeu «País de Punt». |

Bandera de Puntland d'acord amb la constitució de 1998. El to del color no ha estat definit, i si les banderes usades són més clares que l'habitual no està fet amb voluntat diferenciadora

Nova bandera adoptada el 22 de desembre de 2009

La República del Puntland o Estat de Puntland o simplement Puntland, és el nom que va adoptar el 1998 el nord-est de Somàlia, quan es va constituir en república autònoma sota la direcció d'alguns subclans de la gran confederació dels darod. Embrionàriament a nivell local ja s'havia format abans la República de Majeerteen. Inclou les antigues regions de Bari i Nugaal (i parts de Mudug i de Sanaag i Sool a Somalilàndia). El seu nom fou adoptat pel País de Punt esmentat per fonts de l'antic Egipte, i que podria haver estat situat en aquestes terres.

## Història
La inestabilitat de Somàlia sense govern central després del 1991, va impulsar primer als majeerteen a constituir una república. El juliol del 1998 es va fer públic un acord entre els clans del nord-est de Somàlia, formalitzat en una reunió al districte de Nugaal de 450 delegats reunits entre el 15 de maig i el 18 de juliol del 1998. L'acord establia la creació d'una regió autònoma formada per la república de Majeerteen (del subclan majeerteen) i els territoris controlats per altres subclans dels darod. Els delegats representaven la totalitat de clans o subclans dels darod, dhulbahante, warsangeli, lelcase i awrtable. El 24 de juliol de 1998 la BBC va anunciar aquesta decisió així com el nom elegit per la nova entitat: República de Puntland o Puntlàndia. Inicialment es van considerar Terra de Punt (Puntland) i Terra d'Encens (Frankincense Land) optant-se finalment pel primer.
D'acord amb la seva constitució Puntland s'estenia a les cinc províncies del nord-est (Bari, Mudug, Nugaal, Sanaag i Sool). La capital inicial fou Garowe, si bé aquesta condició fou posteriorment compartida amb Bosaso a la costa nord, que és la ciutat més important de Puntland, declarada capital econòmica o comercial. Algunes zones considerades incloses a Puntland es troben provisionalment sota el control del govern de Somalilàndia i altres sota el de l'estat de Galmudug i els estats de Maakhir i Northland. El 1999 les milícies majeerteen, amb el suport de la població, es van apoderar dels districtes orientals de Badhan, Las Khorey, Dhahar, a la regió històrica del Maakhir, legalment regió de Sanaag de Somalilàndia. Puntland va dividir la seva part en les regions de Sanaag (capital Badhan) i de Heylaan, 
El cap de l'autonomia fou Abdullahi Yusuf Ahmed un antic oficial de l'exèrcit fugit a Etiòpia després d'un intent de cop d'estat el 1988 i que va dirigir els primers combatents contra el règim de Barre, tots de l'ètnia majeerteen.
Yusuf el 1998 va decidir optar per una regionalització, aconsellat pel govern etíop de Meles Zenawi. Els clans harti (a Hobyo) i majeerteen van iniciar negociacions amb ell el 25 de febrer de 1998, i s'hi van afegir la Unió Democràtica Nacional Somali i el Partit de Somàlia Unida (PSU), basats en els subclans darods. La conferència constitucional de Garowe, capital de Nugaal, va reunir el Front Democràtic de Salvació de Somàlia de Yusuf i els sub clans majeerteen, i es va proclamar la República autònoma de Puntland amb Abdullahi Yussuf Ahmed, del Front Democràtic de Salvació de Somàlia (presidit pel general Mohamed Abshir Musa) a la presidència i Mohamed Abdi Hashi del Partit Unit de Somàlia com a vicepresident. Es va crear un Parlament de 69 diputats i un govern de 9 membres. Es va promulgar també una carta nacional de Puntland (constitució). La bandera provisional fou la mateixa que la de l'antiga Somàlia.
L'influent cap del subclan majeerteen dels darod, Abdullahi Boqor Musa, fill del sultà tradicional Boqor Musa, que era president de les faccions del nord-est, no va participar en la reunió en un episodi més de les lluites pel poder regional, ja que Musa havia advertit que es trencaria la unitat si un dels grups nomenava el seu propi líder al capdavant del poder regional. En una conferència de premsa els dos líders de les principals faccions, el general Mohamed Abshir Musa (president del Front democràtic de Salvació de Somàlia però oposat a Yusuf) i el sultà Abdullahi Boqor Musa, van denunciar l'acord. Part de l'oposició dels dos líders era la desconfiança envers el president elegit, el coronel Yussuf, i l'establiment de la capital a Garowe en lloc de Bossaso, però finalment van decidir donar suport a Yussuf. A Bosaso es van produir incidents reclamant la capitalitat, i finalment el trasllat parcial de capital fou negociat i acordat per un futur.
Però aviat van esclatar dissensions, ja que el president va prohibir els partits per tres anys, i un sector del seu propi partit encapçalat per general Muhammad Abshir Musa, president nominal de l'organització, i el sultà Abdullahi Boqor Musa, es van oposar al nou president de Puntland. Abshir va poder ser controlat sota amenaces, i Boqor Musa es va retirar; un altre opositor, Abdurrazzaq Haji Hussayn, primer ministre de Somàlia entre 1964 i 1967, es va haver d'exiliar. La reivindicació de Sool i Sanaag, controlades per Somalilàndia però habitades en part per clans de la confederació de clans darod (els warsangeli i els dhulbahante), i les quals que havien enviat delegats a la conferència constitucional, va provocar tensions amb Somalilàndia, que el 1999 va portar a enfrontaments armats. La part oriental dels dos districtes va quedar en mans de les milícies de Puntland.
El 27 de juny de 2001, tres dies abans d'acabar el seu mandat, Yusuf es va fer investir per un segon mandat per la cambra de representants, on tenia majoria. Però el seu opositor Jama Ali Jama, contrari a l'autonomia, el va acusar de cometre frau de llei. El Tribunal suprem li va donar raó i Yusuf fou destituït en acabar el mandat i proclamat interinament el jutge de la cort suprema Yusuf Haji Nur fins que fou elegit un nou president. Yusuf es va retirar a Galkacyo i va acusar als seus enemics de cop d'estat. El 4 de juliol va jurar el seu càrrec (pel segon mandat) i va mobilitzar a la seva gent a Mudug, Sool i Sanaag (i part de Nugaal), que li donaven suport. Bari no li donava suport i es mantenia neutral. El 14 de novembre de 2001 el conservador Ali Jama fou elegit president amb un suport encobert de l'organització islàmica local Al-Ittihad Al-Islami (Unitat Islàmica), sospitosa segons els Estats Units de ser membres d'Al-Qaeda i declarada organització terrorista. El nou president va entrar en contacte amb el Govern Nacional de Transició (GNT) de Mogadiscio.
Pocs dies després Yusuf va conquerir Garowe i Ali Jama es va establir a Bosaso que fou ocupada també per Yusuf el 8 de maig del 2002. Ali Jama va romandre rebel fins al 17 de maig de 2003 quan es va acordar la pau i un repartiment de carteres entre ambdues forces.
A finals del 2003 forces de Puntland, en nom del Govern Nacional de Transició es van presentar a la regió de Sool, controlada per Somalilàndia, i els caps locals van entregar la ciutat de Las Anod (Els clans de la regió, majoritàriament els dhulbahante, van donar suport a Puntland) però Somalilàndia no ho va acceptar i hi va haver forts enfrontaments; després d'una treva, els combats per la ciutat es van reprendre el 29 d'octubre del 2004 sense cap canvi decisiu. D'altra banda, la influència de Yusuf a Mudug era gran i s'estenia cap al sud a les zones dominades pel clan hawiye.
El 10 d'octubre del 2004 Yusuf fou elegit president del Govern Federal de Transició (GFT) de Somàlia (amb mandat fins al 2009) i llavors va deixar el càrrec de president de Puntland que va passar a Muhammad Abdi Hashi que el 2005 (al final del mandat de Yusuf) es va presentar a la reelecció però fou derrotat en l'elecció parlamentària, sent escollit el general Mohammud Musse Hersi àlies "Adde".
El desembre del 2004 el tsunami de l'oceà Índic va afectar Hafun que fou quasi arrasada. La resta del territori en va patir lleument els efectes.
El novembre del 2006 la Unió de Corts Islàmiques de Somàlia va ocupar Bandiiradley (al Mudug) i es va acostar a Galkacyo, ciutat de la qual la part nord pertanyia a Puntland
El mateix mes el general Adde anunciava que governaria segons la llei islàmica però de manera diferent a les corts, i que s'oposaria als atacs islamistes al seu territori.
A la segona meitat de desembre del 2006 una força etíop i del Puntland va ajudar a Abdi Qeybdiid, cap militar dels sacad i de l'estat de Galmudug, a mantenir el control de Galkacyo, la principal ciutat de la regió (a més la part nord d'aquesta ciutat estava sota control de Puntland) enfront de les corts. Els aliats van rebutjar als islamistes. A primers de gener del 2006, amb ajut de forces etíops i del Puntland, les forces de Galmudug dirigides per Abdi Qeybdiid, van expulsar els islamistes de Bandiradley, Galinsoor, Hobyo i Harardhere i van imposar la pertinença d'aquestos dos territoris al govern Federal de Transició (GFT).
El 2 d'octubre de 2007 Las Anod fou recuperada per Somalilàndia en un atac militar llampec, amb menys de 20 morts. 500 policies es van desplegar per la ciutat i van establir l'ordre, prohibint les armes i fent complir la llei, amb el que la ciutat va trobar una tranquil·litat poc comuna. Les amenaces posteriors de Puntland no han tingut cap efecte, i fins i tot el 13 de gener del 2008 les forces de Somalilàndia van capturar al coronel Deyr Abdi, nomenat comandant militar de Puntland a la regió junt amb 20 militars més. A l'estiu l'enfrontament es va desplaçar al nord, a Las Khoray.
El 9 de desembre del 2007 el president Musse Hersi va dissoldre el parlament i va anunciar que governaria per decret. En els següents mesos van seguir defeccions dels seus col·laboradors i aliats, oposats a aquest estil autocràtic. Una auditoria sobre el pressupost demanada el gener, fou rebutjada. Un col·laborador proper, Ahmed Abdi Xabsade, va fugir a Somalilàndia. Mentre Maakhir ha consolidat la seva separació del Puntland al Sanaag, i ha sorgit l'estat de Northland al Sool.
El febrer del 2008 Somalilàndia va assetjar Badhan però es va retirar al cap de dos dies. El juliol del 2008 els exèrcits de Puntland i Somalilàndia estaven a la rodalia de Las Khorey disposats a una batalla per aquesta ciutat. Ocupada per Somalilàndia el 7 de juliol fou abandonada per Somalilàndia el dia 15 següent i ocupada de nou per Puntland.
L'abril de 2024, Puntland va anunciar que funcionaria com un estat funcionalment independent enmig d'una disputa sobre els canvis constitucionals de Somali.

## Economia
Puntland amb 1600 km de costa, té abundant pesca i altres recursos marins. Durant anys la costa no estava vigilada i vaixells occidentals amb arts il·legals van aprofitar per pescar abundosament a la zona. El danys semblen haver estat greus i encara continuen en menor mesura. Tot i així Puntland exporta molt de marisc i peix, destacant els taurons i les tonyines. També produeix sal marina.
Altres exportacions inclouen productes agrícoles i alimentaris, encens, goma aràbiga, i artesania. A Las Qorey hi ha una planta de processament del peix (tonyina). Una altra planta s'està construint a Habo

## Geografia

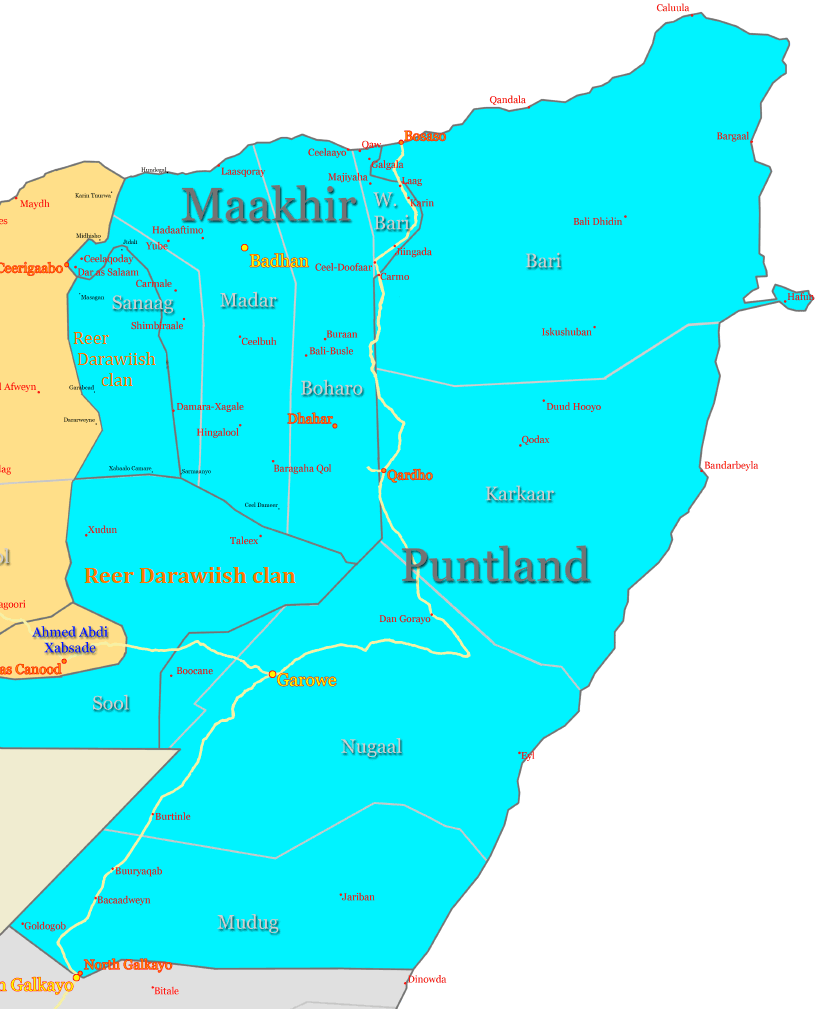
Mapa de Puntland

La divisió administrativa d'acord amb les autoritats de l'estat, està formada per regions dividides en districtes:
- Nugaal
  - Garoowe (Capital)
  - Eyl
  - Burtinle
  - Dangorayo
  - Godob Jiraan
- Bari
  - Bosaso (Capital comercial i major ciutat)
  - Qandala
  - Carmooyin
  - Ufeyn
  - Bander Siyada Qow
  - Bali Dhidhin
  - Calula
  - Baargaal
  - Hafun
  - Isku-Shuban
  - Yalhoo
  - Xidda
- Karkaar
  - Qardho
  - Qodax
  - Bandar Beyla
  - Dud Hooye
- Mudug
  - Gaalkacyo
  - Galdogob
  - Jiriiban
  - Bacaadweyn
  - Tuulo Buuryaqab
  - Bursaalax
- Sool
  - Las Anod
  - Xudun
  - Taleex
  - Boocame
  - Yagoori
- Sanaag
  - Badhan
  - Laasqoray
  - Dhahar
  - Buraan
- Cayn
  - Buuhoodle
  - Widhwidh

La meitat de les regions de Sool i Sanaag estan en mans de Somalilàndia. De la meitat en poder de Puntland, el Sanaag està en part sota domini de l'estat de Maakhir (dels warsangeli) i el Sool sota domini de l'estat de Northland (dels dhulbahante)
El 2005 Puntland va tractar de vendre els drets d'explotació de minerals a inversors estrangers incloent els drets d'explotació a les regions Sanaag i Sool.

## Petroli

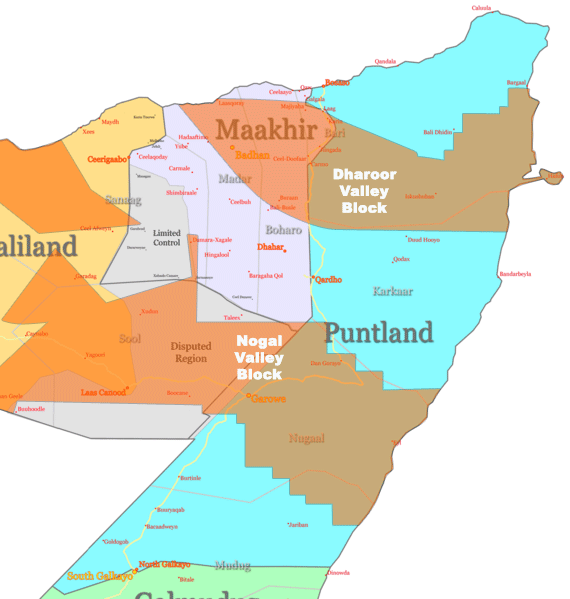
Àrees de petroli a Puntland, Maakhir i territoris propers

Puntland va signar un contracte amb el Consort Private Ltd per l'explotació exclusiva del petroli en territori de Puntland incloent els territoris en litigi. Aquesta empresa en va vendre el 50,1% a Range Resources de Perth a Austràlia que s'havia d'encarregar de l'explotació.
Canmex Minerals de Canada va signar un acord amb Range Resources pel qual Canmex explotaria el 80% del petroli descobert i Canmex pagaria les despeses d'exploració (uns 70 milions de dòlars, més 5 milions de comissions). Canmex va agafar el nom de Africa Oil Corp el 23 d'agost de 2006 La companyia mante la seu a Vancouver, Colúmbia Britànica, Canadà.
L'exploració feta per Range Resources LTD, i Canmex/African Oil Corp i altres participants, especialment a les valls de Dharoor i Nugaal ha provocat les crítiques de caps de clans i altres personatges de dins i fora del país. La secessió de Maakhir i de Northland en fou en part deguda a això. El Moviment Unionista dels Somalis del Nord, una organització de mesura i influència desconeguda que reclama militància a Sool i Sanaag, va advertir a les companyies que els acords eren il·legals i que no fessin més exploracions sense acord amb els caps dels clans i la societat civil afectada.